# Церматт
Церматт (нем. Zermatt) — город и коммуна на юге кантона Вале в Швейцарии, один из самых известных горнолыжных курортов, расположен практически на границе с Италией.
Постоянное население на 31 декабря 2023 года — 6123 человека, общее население колеблется в зависимости от количества приезжающих туристов.
Автомобильное движение запрещено и для передвижения используются электромобили. Добраться до Церматта можно на поезде от Брига (нем. Brig) или Теша (нем. Täsch).

## География

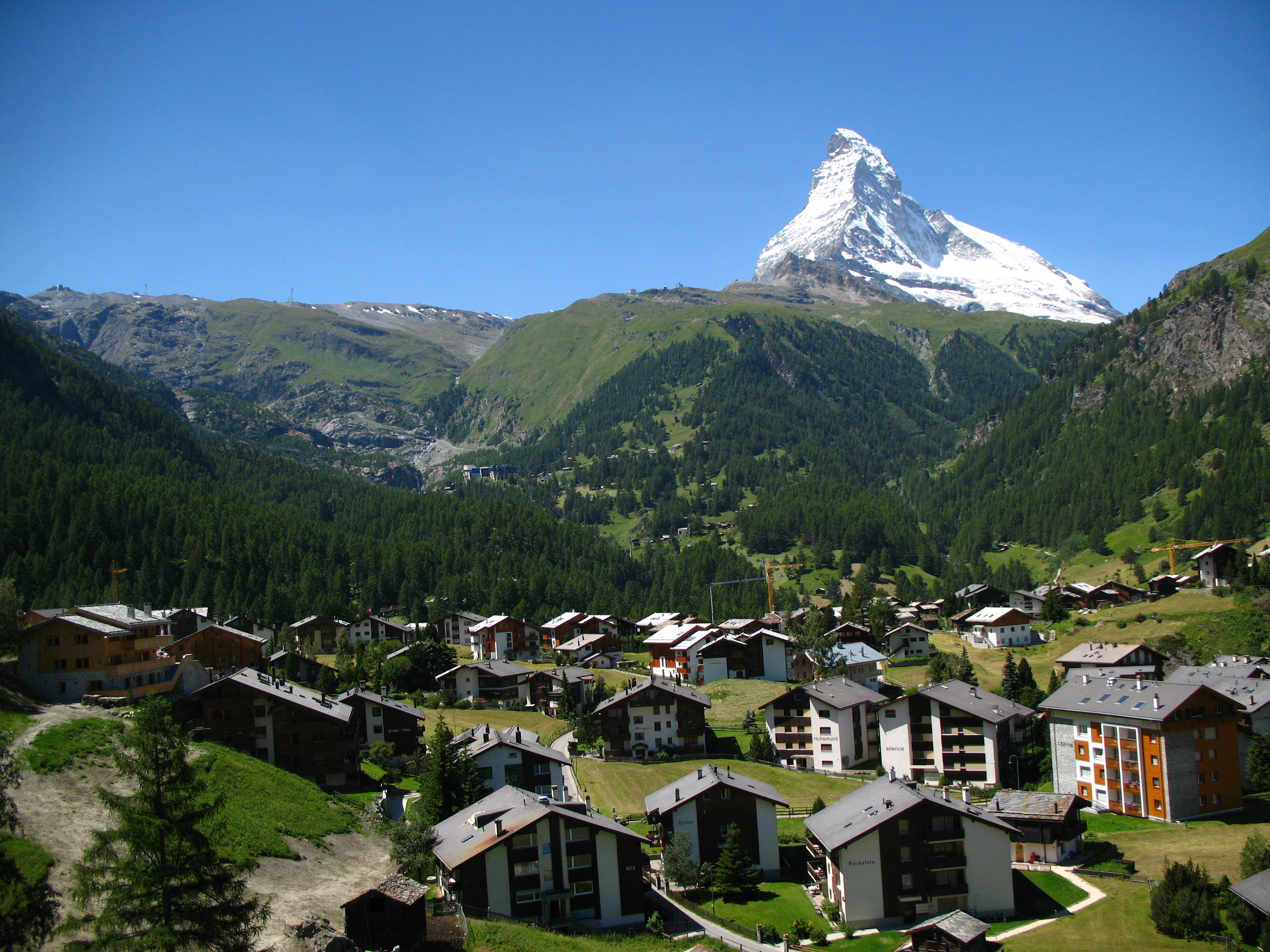
Панорама Церматта. Вдали видна гора Маттерхорн

Церматт расположен в долине Маттерталь, окружённой четырёхтысячниками Пеннинских Альп, таких как самая высокая вершина Швейцарии пик Дюфур (4 634 м) в массиве Монте-Роза и Маттерхорн (4 478 м), на северном склоне которого на высоте 1608 метров и расположен город. Зубчатой железной дорогой Горнерграт, поднимающейся почти на полтора километра, Церматт соединён с одноимённым гребнем.
Через Церматт протекает река Маттерфисп (нем. Matter Vispa), питающаяся от второго по размерам альпийского ледника Горнер.
Из Церматта в итальянскую деревню Брёй-Червиния (долина Вальтурнанш, регион Валле-д’Аоста) ведёт перевал Теодул (нем. Theodulpass, итал. Colle del Teodulo).

## Этимология
Название Церматта, как и самого Маттерхорна, происходит от альпийских лугов в долине (нем. matten). Первоначальное название Zur Matte («на лугу») превратилось затем в Zermatt. Название появляется на карте с 1495 года и в тексте с 1546 года, но, возможно, существовало задолго до этого.
Praborno или Prato Borno (от ладинск. Prato, также со значением «луг») — старое название Церматта; оно появляется на картах еще в XIII веке. Говорящие на франкопровансальском жители Валле-д’Аоста и части кантона Вале использовали это название примерно до 1860 года в форме Praborne или Praborgne. Смена названия объясняется постепенным замещением франкопровансальского населения немецкоязычным в Ромадии.

## Климат
В Церматте субарктический климат, Dfc по классификации климатов Кёппена. Лето в Церматте очень приятное, с мягкими днями и прохладными ночами, а зима холодная и снежная, с максимумами около нуля и годовым снегопадом в среднем 325 см.

## Туризм
Церматт была «открыт» британскими альпинистами середины XIX века, в первую очередь Эдуардом Уимпером, чьё покорение вершины Маттерхорна сделало городок знаменитым. Маттерхорн был одной из последних покоренных альпийских гор (в 1865 году), и первая экспедиция, которая достигла вершины, закончилась драматично: только 3 из 7 альпинистов пережили спуск.
Церматт является отправной точкой для походов в горы, в том числе по верхнему маршруту, который ведет к Шамони во Франции и ледникам Patrouille. Канатные дороги и кресельные подъемники перевозят лыжников зимой и туристов летом; самый высокий из них ведет к Малому Маттерхорну (высота 3883 м), вершине на хребте между Брайтхорном и Маттерхорном, откуда открываются виды во всех направлениях. Попасть в Италию можно через станцию канатной дороги Cervinia. Зубчатая железная дорога (Горнерграт, самая высокая железная дорога под открытым небом в Европе) проходит до вершины Горнерграт на высоте 3089 м. Церматт также является западной конечной станцией «Ледникового экспресса», соединяющегося с железной дорогой Маттерхорн — Готтард.
Вместе с одиннадцатью другими городами Церматт является членом сообщества Best of the Alps.
В 2016 году здесь возведён иглу-гигант, занесённый в Книгу рекордов Гиннесса. Иглу должно простоять 20 лет, внутри имеются спальня, бар, ресторан и спа-центр.

## Экономика
Около половины рабочих мест в Церматте приходится на гостиничный и ресторанный бизнес.
В 2012 году в муниципалитете было трудоустроено 6370 человек. Из них 42 человека работали на 19 предприятиях первичного сектора экономики. Во вторичном секторе работал 521 работник на 68 отдельных предприятиях. Наконец, третичный сектор предоставил 5 807 рабочих мест на 736 предприятиях. В 2013 году социальную помощь получили 13,7 % населения.
В 2008 году общее количество рабочих мест составляло 4 261 человек. В первичном секторе было 20 рабочих мест, все из которых были в сельском хозяйстве. Количество рабочих мест в обрабатывающем секторе составляло 538, из которых 83 или (15,4 %) были в обрабатывающей промышленности и 385 (71,6 %) в строительстве. Количество рабочих мест в сфере услуг составляло 3703 человека. В сфере услуг 531 или 14,3 % приходились на оптовую или розничную продажу или ремонт автомобилей, 477 или 12,9 % приходилось на перемещение и хранение товаров, 2178 или 58,8 % приходилось на гостиницу или ресторан, 38 или 1,0 % были в информационной индустрии, 54 или 1,5 % были в страховой или финансовой сфере, 116 или 3,1 % были техническими специалистами или учеными, 56 или 1,5 % были в сфере образования и 87 или 2,3 % были в сфере здравоохранения.

## Образование
В Церматте около 1988 или (33,2 %) населения имеют полное среднее образование, а 470 или (7,8 %) получили высшее образование. Из 470 человек, получивших высшее образование, 51,1 % были швейцарскими мужчинами, 21,1 % — швейцарскими женщинами, 14,0 % — мужчинами-иностранцами и 13,8 % — женщинами-иностранками.
В течение 2010—2011 учебного года в школьной системе Церматта обучалось 677 учеников. Система образования в кантоне Вале позволяет маленьким детям посещать один год необязательного детского сада. В течение этого учебного года было 6 классов детского сада (KG1 или KG2) и 106 учеников детского сада. Школьная система кантона требует, чтобы учащиеся посещали шестилетнюю начальную школу. В Церматте было 24 класса и 458 учеников в начальной школе. Программа средней школы состоит из трех младших обязательных лет обучения (ориентационные классы), за которыми следуют от трех до пяти лет факультативных школ продвинутого уровня. В Церматте школу посещали 219 учеников младших классов. Все старшеклассники посещали школу в другом муниципалитете.

## Уровень преступности
В 2014 году уровень преступности в Церматте составил 56,3 на тысячу жителей. Этo составляет всего 68,7 % от кантонального показателя. За тот же период уровень наркопреступлений составил 7 на тысячу жителей. Это составляет 68,0 % от кантонального показателя и 70,7 % от общенационального. Уровень нарушений иммиграционного законодательства, визового режима и разрешений на работу составил 0,5 на тысячу жителей. Этот показатель ниже среднего и составляет только 14,3 % от показателя по кантону и 10,2 % от показателя по всей стране.